# Бондента (Кремона)
Бондента је насеље у Италији у округу Кремона, региону Ломбардија.
Према процени из 2011. у насељу је живело 29 становника. Насеље се налази на надморској висини од 82 м.